# Paulin Jean
Paulin Jean (ur. 3 maja 1986) – haitański piłkarz występujący na pozycji obrońcy. Zawodnik klubu Aigle Noir AC.

## Kariera klubowa
W 2008 roku Jean rozpoczął grę dla zespołu Aigle Noir AC.

## Kariera reprezentacyjna
W reprezentacji Haiti Jean zadebiutował w 2008 roku. W 2009 roku został powołany do kadry na Złoty Puchar CONCACAF. Nie zagrał jednak na nim w żadnym meczu, a Haiti zakończyło turniej na ćwierćfinale.